# Marlène Zebango
Marlène Habata Zebango là một chính trị gia người châu Phi, từng là Bộ trưởng Thanh niên và Thể thao trong chính phủ Burkina Faso từ năm 1991 đến 1993.